# 지산초등학교 (충남)
지산초등학교는 대한민국 충청남도 서천군 마산면 지산리 159에 있었던 공립 초등학교이다.

## 연혁
- 1946년 9월 1일 마산공립국민학교 지산분교 2학급 편성
- 1946년 9월 20일 마산공립국민학교 지산분교 설립 인가(신봉리)
- 1952년 4월 1일 지산국민학교 설립 인가(4학급)
- 1953년 3월 31일 제1회 졸업
- 1956년 2월 10일 현 위치로 이전
- 1974년 2월 16일 제22회 졸업
- 1996년 3월 1일 교명 변경(지산초등학교)
- 1999년 2월 28일 폐교, 마산초등학교로 통합